# Doberlug-Kirchhain
Doberlug-Kirchhain, in lusaziano inferiore Dobrjoług-Góstkow, è una città di 8 536 abitanti del Brandeburgo, in Germania.

Appartiene al circondario dell'Elba-Elster.

## Storia
Un documento scritto nel 1005 menziona il paese (Dobraluh) per la prima volta.
Doberlug portò fino al 1937 il nome Dobrilugk.
Nel 2003 vennero aggregati alla città di Doberlug-Kirchhain i soppressi comuni di Arenzhain, Lugau e Trebbus.

## Società

### Evoluzione demografica
- Sviluppo della popolazione dal 1875 entro gli attuali confini (Linea Blu: Popolazione; Linea puntata: Confronto dello sviluppo della popolazione dello stato del Brandenburgo; Sfondo grigio: Ai tempi del governo nazista; Sfondo rosso: Al tempo del governo comunista)
- Sviluppo recente della popolazione (Linea blu) e previsioni

| Anno | Abitanti |
| ---- | -------- |
| 1875 | 9 024    |
| 1890 | 10 082   |
| 1910 | 11 320   |
| 1925 | 11 386   |
| 1933 | 12 007   |
| 1939 | 12 209   |
| 1946 | 16 328   |
| 1950 | 16 198   |
| 1964 | 13 457   |
| 1971 | 13 395   |
| 1981 | 12 560   |

| Anno | Abitanti |
| ---- | -------- |
| 1985 | 12 527   |
| 1989 | 12 086   |
| 1990 | 11 996   |
| 1991 | 11 752   |
| 1992 | 11 628   |
| 1993 | 11 477   |
| 1994 | 11 259   |
| 1995 | 11 209   |
| 1996 | 11 135   |
| 1997 | 11 095   |

| Anno | Abitanti |
| ---- | -------- |
| 1998 | 11 130   |
| 1999 | 11 013   |
| 2000 | 10 936   |
| 2001 | 10 705   |
| 2002 | 10 494   |
| 2003 | 10 323   |
| 2004 | 10 137   |
| 2005 | 9 890    |
| 2006 | 9 764    |
| 2007 | 9 530    |

| Anno | Abitanti |
| ---- | -------- |
| 2008 | 9 342    |
| 2009 | 9 225    |
| 2010 | 9 083    |
| 2011 | 8 982    |
| 2012 | 8 875    |
| 2013 | 8 759    |
| 2014 | 8 625    |
| 2015 | 8 746    |
| 2016 | 9 179    |
| 2017 | 9 033    |

| Anno | Abitanti |
| ---- | -------- |
| 2018 | 9 062    |
| 2019 | 8 920    |
| 2020 | 8 686    |

Fonti dei dati sono nel dettaglio nelle Wikimedia Commons..

## Amministrazione

### Gemellaggi
- Kirchhain, dal 1989
- Hemer